# Manolo Mejía
Víctor Manuel Mejía Ávila, más conocido como Manolo Mejía (Ciudad de México, 21 de mayo de 1965), es un torero mexicano. Fue apodado “el Orfebre de Tacuba”.

## Novillero y alternativa
Empezó a torear becerros a los 8 años de edad, debutó en público el 15 de abril de 1973 lidiando becerros de Montecristo, continuó su incipiente carrera taurina en tientas y festivales. El 25 de mayo de 1980 se presentó como novillero en la Plaza La Florecita de Ciudad Satélite en el Estado de México.  El 2 de agosto de 1981 se presentó en la Monumental Plaza de Toros México, alternó con Félix Briones y Rafael Carmona. Durante su etapa de novillero llegó a alternar con Valente Arellano y Ernesto Belmont.
Tomó su alternativa lidiando al toro Pobretón de la ganadería San Martín en la Plaza La Luz de León, Guanajuato. Su padrino fue Eloy Cavazos y tuvo de testigos a Antonio Lomelí y Miguel Espinosa “Armillita Chico”. Confirmó en la Plaza México el 27 de enero de 1985 toreando a Cantarero, de la ganadería de Santiago, en esa ocasión su padrino fue Antoñete y el testigo Eloy Cavazos. El 3 de julio de 1994 confirmó en Las Ventas de Madrid con el toro Fanfarrón de la ganadería de José Escolar, su padrino fue Jorge Manrique y el testigo Julio Norte.

## Trayectoria como matador
A pesar de haber sido un discípulo destacado de Manolo Martínez no era contratado para las corridas principales, fue hasta el 7 de octubre de 1993, durante una presentación que realizó en un jueves taurino en la Plaza México, cuando su carrera despuntó por la faena que hizo al toro Costurero. A partir de entonces, los empresarios comenzaron a contratarlo para alternar con figuras del toreo ya consagradas.
El 27 de noviembre de 1994 alternó con Enrique Ponce y Arturo Manzur, esa tarde logró el triunfo al indultar al toro Zalamero de la ganadería de Manolo Martínez. LLegó a torear a más de 130 toros en la Plaza México, destacando las faenas que hizo a Costurero, Zalamero, Desvelado y Miguelón. Se retiró el 2 de diciembre de 2012 lidiando a los toros Cuijo y Alicoche de la ganadería de Marco Garfias, a pesar de haber matado con un pinchazo, le cortó una oreja a Alicoche.

## Familia
El 22 de mayo de 1998 se casó con su actual esposa María José Arsuaga, y el 1 de marzo de 2001 nació su primer hijo Imanol Mejía, después el 1 de agosto de 2005 nació su segunda hija Paloma Mejía.